# 拜什托格拉克乡
拜什托拉格乡，是中华人民共和国新疆维吾尔自治区和田地區洛浦县下辖的一个乡镇级行政单位。

## 行政区划
拜什托拉格乡下辖以下地区：
伊斯勒克墩村、斯亚维什村、巴格艾日克村、伊力库都克村、苏盖提博斯坦村、英艾日克村、阿日希村、喀迪尔墩村、拜什托格拉克村、亚阔恰村、托格拉博斯坦村和穆纳东村。